# Cefiderokol
Cefiderokol – organiczny związek chemiczny, antybiotyk należący do cefalosporyn. Podawany jest dożylnie. Stosowany jest w zakażeniach wywoływanych przez tlenowe bakterie Gram-ujemne u pacjentów, których możliwości leczenia są ograniczone.
Został zatwierdzony do użytku w Stanach Zjednoczonych w listopadzie 2019 roku, a w Unii Europejskiej w kwietniu 2020 roku.

## Postać farmaceutyczna
Postać farmaceutyczna leku to tosylan siarczan cefiderokolu, będący mieszaniną soli sodowych cefiderokolu, kwasu tosylowego i kwasu siarkowego w stosunku 3:4:1, uzupełnioną chlorkiem sodu. pH jego roztworu wodnego wynosi 5,2–5,8.

## Mechanizm działania
Struktura cefiderokolu jest podobna do cefepimu i ceftazydymu, ale grupa chlorokatecholowa na końcu łańcucha bocznego przy atomie węgla C3 dodatkowo zwiększa jego stabilność wobec β-laktamaz i czyni go sideroforem. Oznacza to, że większość leku dostaje się do komórek bakteryjnych poprzez system transportu żelaza, a kanały porynowe biorą udział w transporcie niewielkiej ilości cefiderokolu, dlatego mutacje w genach je kodujących mają minimalny wpływ na MIC. W przestrzeni periplazmatycznej cefiderokol dysocjuje od żelaza i wiąże się z PBP, hamując syntezę peptydoglikanu.
Cefiderokol wykazuje wysoką stabilność wobec β-laktamaz i szerokie spektrum działania wobec bakterii wytwarzających wszystkie klasy karbapenemaz, w tym karbapenemaz serynowych (klasy A, takich jak KPC i klasy D, takich jak OXA-48) oraz metalo-β-laktamaz (klasy B, takich jak VIM, NDM i IMP).

## Wskazania
Europejska Agencja Leków:
- Zakażenia wywołane przez tlenowe bakterie Gram-ujemne u pacjentów, których możliwości leczenia są ograniczone.

Agencja Żywności i Leków:
- Powikłane zakażenia układu moczowego, w tym odmiedniczkowe zapalenie nerek wywołane przez Escherichia coli, Klebsiella pneumoniae, Proteus mirabilis(inne języki), Pseudomonas aeruginosa, i Enterobacter cloacae u pacjentów powyżej 18 roku życia.
- Szpitalne zapalenie płuc(inne języki) oraz zapalenie płuc związane z mechaniczną wentylacją(inne języki) wywołane przez Acinetobacter baumannii, Escherichia coli, Enterobacter cloacae, Klebsiella pneumoniae, Pseudomonas aeruginosa, i Serratia marcescens u pacjentów powyżej 18 roku życia.